# Witold Kuczewski (działacz gospodarczy)
Witold Kuczewski, także Witold Poraj-Kuczewski herbu Poraj (ur. ok. 1900 w Tyflisie, zm. 11 marca 1937 w Warszawie) – działacz gospodarczy w II Rzeczypospolitej.

## Życiorys
Do niepodległej II Rzeczypospolitej przybył w 1919 wraz z polskimi oddziałami z Odessy. Podjął studia na Uniwersytecie Poznańskim. W 1920 brał udział w wojnie polsko-bolszewickiej. Od 1921 kontynuował i ukończył studia, uzyskując dwa dyplomy: prawa i nauk ekonomiczno-politycznych. Dokształcał się zagranicą, po czym podjął pracę zawodową w sferze organizacji spółdzielczych. Został zatrudniony w Związku Spółdzielni Polskich, gdzie był rewidentem-inspektorem spółdzielni kredytowych, kierownikiem wydziału kredytowego i zastępcą dyrektora. W 1928 został sekretarzem generalnym Unii Związków Spółdzielczych w Polsce. Pod koniec 1929 został wicedyrektorem Izby Przemysłowo-Handlowej w Warszawie. Równolegle od 1933 był ławnikiem w Wojewódzkim Urzędzie Rozjemczym do spraw Kredytowych Właścicieli Gospodarstw Rolnych w Warszawie, od 1934 delegatem Ministra Przemysłu i Handlu do Komisji Oszczędnościowo-Oddłużeniowej dla Samorządu przy Urzędzie Wojewódzkim w Warszawie. Był członkiem polskich delegacji na międzynarodowe kongresy rolnicze i kongresy międzynarodowej Izby Handlowej.
Zmarł 11 marca 1937 w wieku 37 lat.